# 貝謝希爾湖擬鱥
貝謝希爾湖擬鱥（學名：Pseudophoxinus caralis），為輻鰭魚綱鯉形目雅羅魚科的其中一個種，分布亞洲土耳其安納托利亞貝謝希爾湖流域，棲息在湖泊底中層水域，生活習性不明。

## 扩展阅读
維基物種上的相關：貝謝希爾湖擬鱥